# Liste der Kulturdenkmäler in Feusdorf
In der Liste der Kulturdenkmäler in Feusdorf sind alle Kulturdenkmäler der rheinland-pfälzischen Ortsgemeinde Feusdorf aufgeführt. Grundlage ist die Denkmalliste des Landes Rheinland-Pfalz (Stand: 17. Juli 2023).

## Einzeldenkmäler
| Bezeichnung | Lage                                 | Baujahr                   | Beschreibung | Bild                           |
| ----------- | ------------------------------------ | ------------------------- | --- | ------------------------------ |
| Wegekreuz   | Escher Straße, auf dem Friedhof Lage | Ende des 18. Jahrhunderts | Schaftkreuz, Sandstein, Ende des 18. Jahrhunderts                                                                           | weitere Bilder Fotos hochladen |
| Schulhaus   | Escher Straße 16 Lage                | um 1910                   | ehemalige Schule; Putzbau, teilweise verschiefert, um 1910                                                                  | Fotos hochladen                |
| Mauerwerk   | Kirchstraße, in Nr. 1 Lage           |                           | in der katholischen Kapelle St. Servatius (Neubau von 1968): im Chor offenbar Reste des spät- oder nachgotischen Vorgängers | weitere Bilder Fotos hochladen |